# Єруслан Лазаревич
Єруслан Лазаревич — герой давньоруської книжної казкової повісті та фольклору.

## Походження
Казка про Єруслана Лазаревича, оповідаючи про численні військові і любовні пригоди молодого і прекрасного богатиря, подобалася руським читачам різноманітністю свого змісту і, перейшовши на лубок, широко поширилася в народі. Її вплив помітний в деяких переказах билин про Іллю Муромця.
Ім'я Єруслана Лазаревича і деякі сюжети сходять до іранського епосу про Рустама («Шахнаме»). Мотиви іранського епосу були запозичені при тюркському посередництві: Арслан («лев») — тюркське прізвисько Рустама, батько Єруслана Залазар — батько Рустама Заль-зар.
У героїчних мандрах Єруслан вступає в єдиноборство з різними суперниками: іншими богатирями, чудовиськами (в тому числі з триголовим змієм, якому в жертву призначалася царська дочка), ворожими полчищами.